# Iglesia de San Juan Bautista (San Tirso de Abres)
Iglesia de San Juan Bautista, originaria del siglo XVI que aparece asociada al palacio de Amaido. Actualmente, su retablo barroco está desmantelado y en estado precario. Se conservan buena parte de las imágenes que lo componían. La capilla, de una sola nave, se estructura en dos espacios, el principal y un secundario situado tras el altar y con dos puertas de acceso a modo de primitivo deambulatorio. Aquí se halla un orificio en la pared y un mojón anclado en el suelo (pudo ser un miliario), representativos de una tradición que bien puede relacionarse con cultos precristianos: frotando una piedra en el mojón y extendiendo el polvillo en la cabeza, esta se introducía en el orificio de la pared y tras las preceptivas oraciones, se obtenían las curaciones deseadas.